# Anton Peyr
Anton Peyr (19. července 1815 Pettighofen – 12. května 1901 Schörfling am Attersee) byl rakouský podnikatel a politik německé národnosti z Horních Rakous, během revolučního roku 1848 poslanec Říšského sněmu.

## Biografie
Pocházel z rodiny papírníka Franze Josefa Peyra. Vystudoval klášterní gymnázium v Kremsmünsteru a získal praxi v otcově podniku. Podnikl pak studijní cestu po Německu a dalších zemích Evropy. Po návratu se zapojil do vedení rodinné firmy a byl po tři období i starostou obce Seewalchen am Attersee. Znovu pak starostenský úřad zastával od roku 1850 do roku 1855. V roce 1854 podnikl cestu do Severní Ameriky a psal své ženě o možnosti vycestovat a trvale se usadit v USA. Nakonec z těchto plánů sešlo. V roce 1877 prodal svou papírnu, protože nebylo snadné podnik modernizovat na nové výrobní metody a téhož roku i zemřel jeho syn, který přitom měl firmu převzít. Roku 1882 získal Peyr čestné občanství v Seewalchenu. Poslední roky života strávil v ústraní v Schörflingu.
Během revolučního roku 1848 se zapojil do veřejného dění. V doplňovacích volbách v září 1848 byl zvolen na ústavodárný Říšský sněm místo rezignovavšího poslance Ferdinanda Hechenfeldera. Zastupoval volební obvod Vöcklabruck. Tehdy se uváděl majitel papírny. Řadil se ke sněmovní pravici.